# Lima Barreto (escritor)
Afonso Henriques de Lima Barreto (Rio de Janeiro, 13 de maio de 1881 — Rio de Janeiro, 1 de novembro de 1922) foi um jornalista e escritor brasileiro, identificado com o pré-modernismo. Publicou romances, sátiras, contos, crônicas e uma vasta obra em periódicos, principalmente em revistas populares ilustradas e periódicos anarquistas do início do século XX. 
A maior parte de sua obra foi redescoberta e publicada postumamente por meio do esforço de Francisco de Assis Barbosa e outros pesquisadores, levando-o a ser considerado um dos mais importantes escritores brasileiros. Mas Monteiro Lobato, em carta de 1 de outubro de 1916 ao escritor Godofredo Rangel, já reconheceu o talento desse escritor mulato vítima do preconceito: “Conheces Lima Barreto? Li dele, na Águia, dois contos, e pelos jornais soube do triunfo do Policarpo Quaresma, cuja segunda edição já lá se foi. A ajuizar pelo que li, este sujeito me é romancista de deitar sombras em todos os seus colegas coevos e coelhos, inclusive o Neto. Facílimo na língua, engenhoso, fino, dá impressão de escrever sem torturamento – ao modo das torneiras que fluem uniformemente a sua corda-d’água”.

## Biografia
Afonso Henriques de Lima Barreto nasceu no Rio de Janeiro, em 13 de maio de 1881. Era filho de João Henriques de Lima Barreto, filho de uma antiga escrava e de um madeireiro português, e de Amália Augusta, filha de escrava e agregada da família Pereira Carvalho. Ao nascer, a família morava na rua Ipiranga, próxima ao Largo do Machado, e seu pai ganhava a vida como tipógrafo. Aprendeu a profissão no Imperial Instituto Artístico, que imprimia o periódico "A Semana Ilustrada", foi funcionário da Imprensa Oficial e publicou a tradução do Manual do Aprendiz Compositor, de Jules Claye. Sua mãe foi educada com esmero, sendo professora da 1ª à 4ª série. Ela faleceu quando ele tinha apenas seis anos e João Henriques trabalhou muito para sustentar os quatro filhos do casal. João Henriques era monarquista, ligado ao visconde de Ouro Preto, padrinho do futuro escritor. As lembranças de um período frutífero que era do Segundo Reinado de Dom Pedro II, bem como a participação da Princesa Isabel na Abolição da Escravatura marcaram a visão crítica de Lima Barreto sobre o regime republicano. 
Em abril de 1907, Lima Barreto fez suas primeiras contribuições para uma revista de grande circulação, ao se tornar secretário da Fon-Fon, a pedido do poeta e jornalista Mário Pederneiras. Contudo, sua estadia na revista não durou muito: em junho do mesmo ano, sentindo-se desvalorizado, demite-se e, em outubro, lança a revista Floreal, da qual foi o diretor e principal contribuinte. Além destas, Barreto também contribuiu para as revistas A.B.C. e Careta.
Em 1911, publicou o romance Triste Fim de Policarpo Quaresma nas páginas do Jornal do Commercio, pagando do próprio bolso a edição em livro lançada em dezembro de 1915. Nessa época, tornaram-se mais agudas as crises de alcoolismo e depressão do escritor, o que provocou sua primeira internação no hospício em 1914.
Em 1916, colaborou com a revista ABC, publicando alguns textos em periódicos de viés socialista. Passados quatro anos da primeira internação no Hospital dos Alienados devido ao alcoolismo, seus problemas de saúde pioraram e Lima Barreto foi aposentado em dezembro de 1918. No ano seguinte, 1919, publicou o romance Vida e Morte de M. J. Gonzaga de Sá pela editora Revista do Brasil, de Monteiro Lobato.
Os períodos de internação no hospício resultaram na composição de diversos diários e no romance inacabado Cemitério dos Vivos, do qual trechos foram publicados em 1921, mesmo ano em que o autor apresentaria sua terceira candidatura à Academia Brasileira de Letras (nas duas tentativas anteriores, fora preterido; nesta última, o próprio escritor desistiria antes das eleições).
De 1909 a 1922 foi excluído da crítica oficial com um "silêncio implacável" quanto aos seus escritos. Em sua época não era fácil ter um original aceito pelos maiores editores do Rio, e ele, como vários outros apelaram por publicações em Portugal, tendo sido sua obra Recordações do Escrivão Isaías Caminha seguido esse caminho em 1907.
Sua "posição combativa" e sua "crítica contundente" custaram-lhe a marginalidade e a indiferença da elite cultural. Este comportamento de seus pares temporais encontra-se refletido no fato da descoberta e valorização de sua obra após a sua morte, fato que pode facilmente ser associado à sua afirmação em artigo publicado no dia 6 de junho de 1922 na Revista Careta: "O Brasil não tem povo, tem público", típico de sua visão do mundo que o cercava e que aparece na dominante ironia presente em seu personagem narrador: Quaresma.

### Morte
Com a saúde cada vez mais debilitada, Lima Barreto faleceu de um colapso cardíaco no dia 1º de novembro de 1922, aos 41 anos, em sua casa, no bairro de Todos os Santos, no Rio de Janeiro
Seus restos mortais, bem como os de seu pai (falecido dois dias depois) estão no cemitério de São João Batista, na Quadra 14 - 3º piso - Jazigo: 8024. No mesmo cemitério encontra-se o mausoléu dos imortais da Academia Brasileira de Letras.

## Publicações póstumas
Em dezembro de 1922, Jacinto Ribeiro dos Santos publicou Os Bruzundangas, com uma nota afirmando que se tratava do último livro que Lima Barreto havia revisado: o prefácio, contudo, indicava que o manuscrito fora completado em 1917. Além desse, também foram publicados Bagatelas, em 1923, e Clara dos Anjos, serializado entre 1923 e 1924 na Revista Santa Cruz, mas escrito entre dezembro de 1921 e janeiro de 1922.
A maior parte de seus escritos, tais como Cemitério dos Vivos, Diário Íntimo e parte da correspondência pessoal, foram publicados postumamente entre as décadas de 1940 e 1950, a partir de pesquisas de Francisco de Assis Barbosa, um de seus principais biógrafos.

## Obra

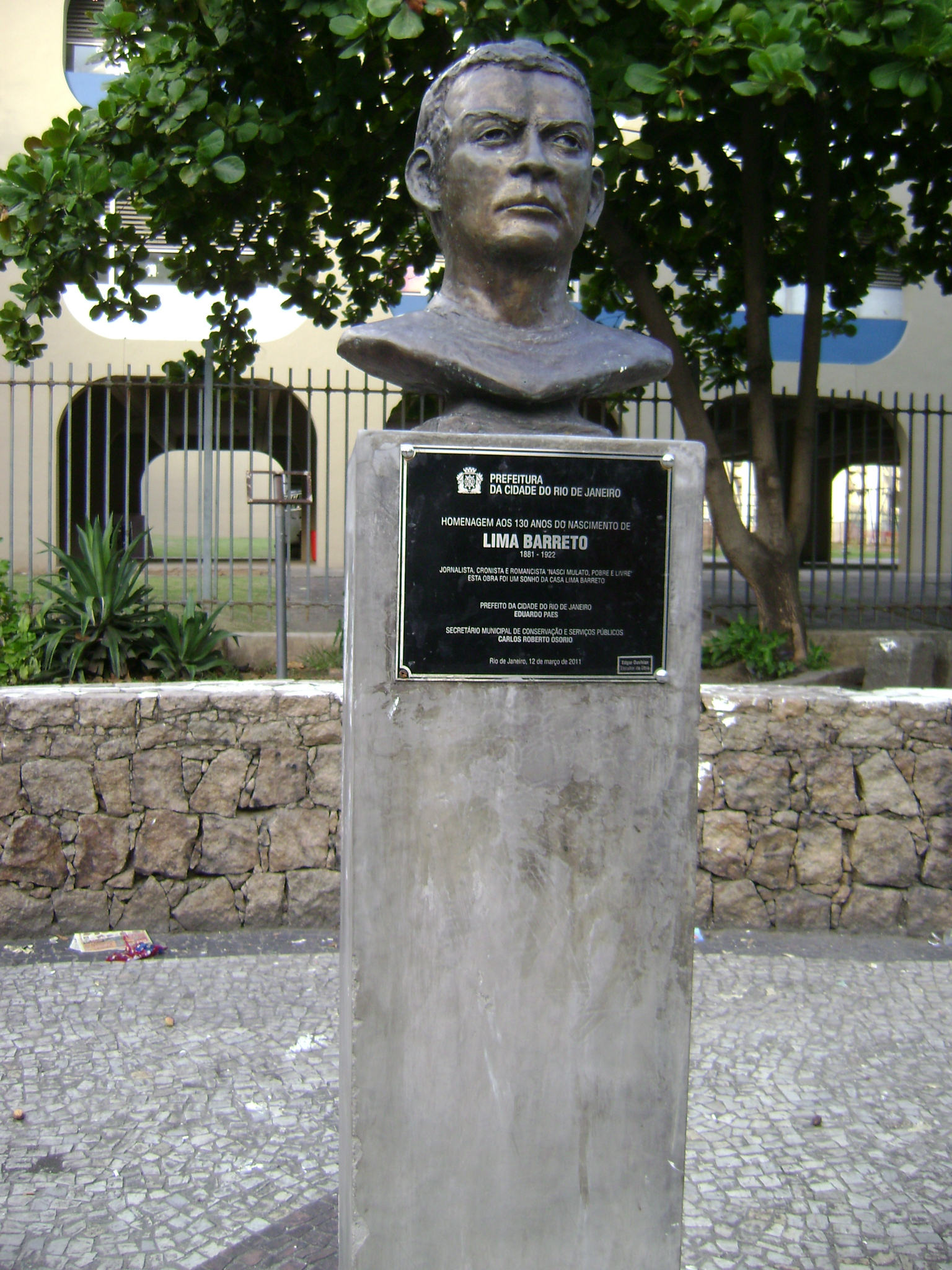
Busto de Lima Barreto no Rio de Janeiro.

### Crítica
Muitos críticos apontam que a obra literária de Lima Barreto ora alcança altos níveis de criatividade e realização estética, ora abdica de maiores preocupações artísticas para se assumir como panfleto ou meio de documentação social, política e histórica. Antonio Candido (1918), por exemplo, observa que a concepção literária de Lima Barreto "de um lado favoreceu nele a expressão escrita da personalidade", enquanto "de outro pode ter contribuído para atrapalhar a realização plena do ficcionista". O crítico ressalta o valor de sua "inteligência voltada com lucidez para o desmascaramento da sociedade e a análise das próprias emoções", mas também afirma ser ele um escritor que não atingiu toda a sua potencialidade como narrador, sendo algumas vezes malsucedido na transposição de uma ideia numa realização literária criativa.
O crítico Osman Lins afirmou que, para além de realizações estéticas desiguais, há "certas características de ordem literária e humana que atravessam todos os seus livros – ou, até, todas as suas páginas –, dando-lhes grande homogeneidade", concluindo que "sua obra tão variada é um bloco coerente e em toda ela reconhecemos, inconfundível, nítida, a personalidade do autor".

### Temas
Lima Barreto foi o crítico mais agudo da época da Primeira República Brasileira, rompendo com o nacionalismo ufanista e pondo a nu a roupagem republicana que manteve os privilégios de famílias aristocráticas e dos militares. Definindo seu projeto literário como o de escrever uma "literatura militante" — apropriando-se da expressão de Eça de Queirós — sua produção literária está quase inteiramente voltada para a investigação das desigualdades sociais, da hipocrisia e da falsidade dos homens e das mulheres em suas relações dentro da sociedade. Em muitas obras, como no seu célebre romance Triste Fim de Policarpo Quaresma e no conto "O Homem que Sabia Javanês", o método escolhido por Lima Barreto para tratar desses temas é o da sátira, cheia de ironia, humor e sarcasmo.
Em sua obra, de temática social, privilegiou os pobres, os boêmios e os arruinados, assim como a sátira que criticava de maneira sagaz e bem-humorada os vícios e corrupção da sociedade e da política. Foi severamente criticado por alguns escritores de seu tempo por seu estilo despojado e coloquial, que Manuel Bandeira chamou de "fala brasileira" e que acabou influenciando os escritores modernistas. Suas obras seguem duas vertentes principais: a sátira menipeia e o romance do realismo resgatando em ambos os formatos as tradições cômicas, carnavalescas e picarescas da cultura popular.
Para Lima Barreto, escrever tinha a finalidade de criticar o mundo circundante para despertar alternativas renovadoras dos costumes e de práticas que, na sociedade, privilegiavam certas classes sociais, indivíduos e grupos.
Em Triste Fim de Policarpo Quaresma, narra-se a história de Policarpo Quaresma, homem de inteligência mediana, mas de nacionalismo e boa-fé inabaláveis. Agindo de modo a valorizar e popularizar ideais do que ele julga ser a verdadeira cultura brasileira, Quaresma obtém da sociedade uma resposta sempre dura, sendo classificado como louco (ora inofensivo, ora perigoso). Desse modo, como observa Osman Lins, esse "é um romance sobre o desajuste entre o imaginário e o real, entre a idealização e a verdade, entre a ideia que o personagem-título faz do seu país e o que o seu país é realmente". No decorrer da obra, o autor também procura ridicularizar o apego da sociedade aos títulos, sobretudo o de bacharel, bem como as instituições políticas da época, sua burocracia e sua inoperância.
Em "O Homem que Sabia Javanês", é apresentado o caso de uma pessoa que, afirmando dominar o idioma javanês sem na realidade conhecê-lo, consegue enganar boa parte da sociedade carioca da época e até mesmo ascender na carreira política, acadêmica e diplomática com base nessa mentira; a certa altura, o personagem declara: "Imagina tu que eu até aí nada sabia de javanês, mas estava empregado e iria representar o Brasil em um congresso de sábios", trecho que representa uma crítica contundente à predominância das aparências nos meios sociais e políticos do período retratado.
Esses mesmos temas, quase sempre de ordem social, apresentam abordagens distintas em outras obras: no conto "A Nova Califórnia", a escrita de Lima Barreto ganha certos contornos macabros ao narrar a história dos habitantes de uma pequena cidade que, ao descobrirem que se poderia fabricar ouro a partir de ossos humanos, esquecem todos os seus supostos valores éticos e morais, de extrato cristão, e cometem profanações e assassinatos em função da possibilidade de riqueza e ascensão social.
Lima Barreto declara diversas vezes não aprovar nenhum tipo de preciosismo na escrita literária. Critica seu contemporâneo Coelho Neto, afirmando que "não posso compreender que a literatura consista no culto ao dicionário" e declarando que a beleza literária "não é um caráter extrínseco da obra, mas intrínseco, perante o qual aquele pouco vale. É a substância da obra, não são suas aparências" — declarações, sobretudo essa última, que indicam como eram indissociáveis a estética buscada e a ética preconizada pelo autor, que procura despir tanto a literatura quanto a sociedade de suas falsas aparências. Dessa postura, cria-se uma literatura marcada pelo coloquialismo, por um vocabulário pouco rebuscado e pela expressão direta — o que não significa desleixo ou pouca preocupação formal, mas a adequação do modo de expressão àquilo que se deseja demonstrar.
Essa crueza estilística, no caso de um romance de teor autobiográfico como Recordações do Escrivão Isaías Caminha, é a ideal para a representação dos percalços e dos preconceitos de ordem social e racial enfrentados por seu personagem em busca de ascensão na profissão de jornalista. O mesmo acontece em Cemitério dos Vivos, dura descrição da loucura e da internação em um hospício. É sobretudo nessa força e nessa tentativa de construir uma obra cujos preceitos estéticos são tão pouco disseminados na literatura brasileira, ainda afeita aos ideais de beleza do parnasianismo, que reside a singularidade da arte de Lima Barreto.

### Legado

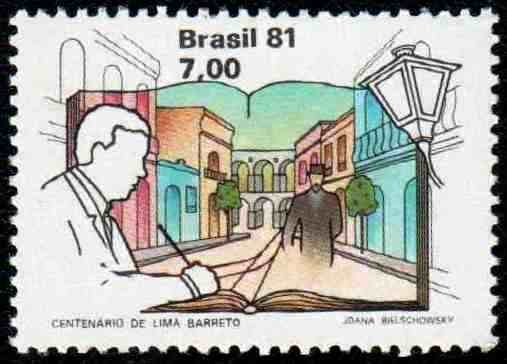
Homenagem filatélica de 1981.

Em 2016, uma vasta parte de sua obra escrita publicada sob pseudônimos foi descoberta por Felipe Botelho Corrêa, que organizou o livro Sátiras e Outras Subversões que traz à tona 164 textos que permaneciam inéditos em livro. No mesmo ano, o pesquisador Rogério Nascimento publicou o livro Cartas de um Matuto e Outros Causos, afirmando que os textos publicados originalmente na revista Careta foram escritos por Lima Barreto. Carlos Drummond de Andrade, contudo, diz em seu Dicionário de Pseudônimos Brasileiros que os textos da coluna foram escritos por Mário Behring. A chave para esse pseudônimo também aparece na própria revista Careta de 8 de junho de 1912, em texto que afirma ser de Mário Behring a pena por trás do Coronel Tiburcio d'Annunciação.
O escritor foi homenageado, no carnaval do Rio de Janeiro de 1982, pela Escola de Samba GRES Unidos da Tijuca, com o samba-enredo Lima Barreto, mulato pobre mas livre. O cantor Taiguara compôs samba-enredo que não foi utilizado pela escola naquele ano, sendo lançado apenas em 2019, no EP Como Lima Barreto.
O escritor carioca foi o homenageado da 15ª edição da Festa Literária Internacional de Paraty (Flip), quando foi lançada sua mais recente biografia "Lima Barreto - Triste Visionário", de Lilia Moritz Schwarcz, pela Editora Companhia das Letras.

## Lista de obras

### Romances
- Recordações do Escrivão Isaías Caminha (1909)
- Triste Fim de Policarpo Quaresma (1911)
- Numa e a Ninfa (1915)
- Clara dos Anjos (1922/1948), póstumo

### Novelas
- O Subterrâneo do Morro do Castelo[nota 1] (1905/1997), póstumo
- As Aventuras do Dr. Bogoloff[nota 2] (1912/1950), póstumo
- Vida e Morte de M. J. Gonzaga de Sá (1919)
- Cemitério dos Vivos (1920/1956), póstumo e inacabado

### Teatro
- "Casa de Poetas" (1951), póstumo
- "Os Negros" (1951), póstumo

### Coletâneas de contos
- Histórias e Sonhos (1920)
- Outras histórias (1951), póstumo
- Contos Argelinos (1951), póstumo
- O homem que sabia javanês e outros contos (1997), póstumo

### Coletâneas de crônicas
- Bagatelas (1923), póstumo
- Os Bruzundangas (1923), póstumo
- Feiras e Mafuás (1953), póstumo
- Vida Urbana (1953), póstumo
- Coisas do Reino de Jambon (1956), póstumo
- Impressões de Leitura (1956), póstumo
- Marginália (1956), póstumo
- Toda crônica (2004), póstumo
- Sátiras e outras subversões: textos inéditos[nota 3] (2016), póstumo

### Memórias e correspondência
- Diário Íntimo (1953), póstumo
- O Diário do Hospício (1920/1956), póstumo
- Correspondência (1956), póstumo, 2 volumes

## Adaptações
- Osso, Amor e Papagaios (1957), de Carlos Alberto de Souza Barros e César Memolo Jr.
- O Homem que Sabia Javanês (1988), de Maurício Buffa
- Fera Ferida (1993), de Aguinaldo Silva, Ana Maria Moretzsohn e Ricardo Linhares
- O Homem que Sabia Javanês (1994), de Guel Arraes, Jorge Furtado e João Falcão
- Policarpo Quaresma, Herói do Brasil (1998), de Paulo Thiago
- Miss Edith e Seu Tio (2000), de Francisco Vilachã
- O Homem que Sabia Javanês (2004), de Xavier de Oliveira
- O Homem que Sabia Javanês (2005), de Jô Fevereiro
- Um Músico Extraordinário (2005), de Francisco Vilachã
- O Triste Fim de Policarpo Quaresma (2008), de Ronaldo Antonelli e Francisco Vilachã
- Triste Fim de Policarpo Quaresma (2010), de Antunes Filho
- A Nova Califórnia (2010), de Francisco Vilachã
- Clara dos Anjos (2011), de Marcelo Lelis e Wander Antunes
- Triste Fim de Policarpo Quaresma (2013), de Luiz Antonio Aguiar e Cesar Lobo